# It’s My Life (Album)
It’s My Life ist das zweite Studioalbum der englischen Band Talk Talk. Es erschien im Februar 1984. Musikalisch ist es von Synthie-Pop und New Wave geprägt.

## Entstehung
Die Aufnahmen zum Album fanden in London statt, Tim Friese-Greene produzierte die Platte. Der Bassist von Mike Oldfield, Phil Spalding, ist als Gastmusiker auf dem Album zu hören. Er spielt statt Paul Webb bei The Last Time, denn dieser benutzte ausschließlich einen Fretless Bass, und für diesen Song wurde ein Bass mit Bünden gebraucht. Spalding sagte später, dass er die Session trotz eines Katers gespielt habe – Friese-Greene und Mark Hollis hätten von ihm verlangt, trotz der Einfachheit des Basslaufs mehrere Takes einzuspielen.

## Cover
Das Cover des Albums wurde von James Marsh gestaltet. Es nimmt Elemente des Gemäldes The Boyhood of Raleigh von John Everett Millais auf.

## Veröffentlichung und Rezeption
Am 13. Januar wurde vorab die erste Single It’s My Life veröffentlicht, die sich relativ erfolgreich entwickelte und in den britischen Charts Platz 46 erreichte. Das Album erschien im Februar 1984. Die im März 1984 folgende zweite Single Such a Shame wurde zum größten Hit der Band und erreichte in Deutschland und Österreich Platz 2 und in der Schweiz sogar  die Top-Position.

## Titelliste
| Nr. | Titel                 | Länge |
| --- | --------------------- | ----- |
| 1.  | Dum Dum Girl          | 3:51  |
| 2.  | Such a Shame          | 5:42  |
| 3.  | Renée                 | 6:22  |
| 4.  | It’s My Life          | 3:50  |
| 5.  | Tomorrow Started      | 5:57  |
| 6.  | The Last Time         | 4:23  |
| 7.  | Call in the Night Boy | 3:47  |
| 8.  | Does Caroline Know?   | 4:40  |
| 9.  | It’s You              | 4:41  |

## Kommerzieller Erfolg

### Chartplatzierungen
Durch den internationalen Erfolg der Singles wurde auch die Platte zu einem Top-5-Album in mehreren europäischen Ländern. Insbesondere in der Schweiz, den Niederlanden und in Deutschland war sie erfolgreich und erreichte die Plätze 2, 3 bzw. 4. In den Niederlanden blieb das Album zwischen 1984 und 1986 für 64 Wochen in den Charts. Es erreichte auch Platz 35 in den UK-Albumcharts. In den Vereinigten Staaten verfehlte das Album die Top 40 und erreichte Platz 42.
| ChartsChartplatzierungen       | Höchstplatzierung | Wochen |
| ------------------------------ | ----------------- | ------ |
| Deutschland (GfK)              | 4 (42 Wo.)        | 42     |
| Schweiz (IFPI)                 | 2 (15 Wo.)        | 15     |
| Vereinigte Staaten (Billboard) | 42 (22 Wo.)       | 22     |
| Vereinigtes Königreich (OCC)   | 35 (8 Wo.)        | 8      |

| ChartsJahrescharts (1984) | Platzierung |
| ------------------------- | ----------- |
| Deutschland (GfK)         | 18          |
| Schweiz (IFPI)            | 22          |

### Auszeichnungen für Musikverkäufe
| Land/Region        | Auszeichnungen für Musikverkäufe (Land/Region, Auszeichnung, Verkäufe) | Verkäufe |
| ------------------ | ---------------------------------------------------------------------- | -------- |
| Deutschland (BVMI) | Gold                                                                   | 250.000  |
| Frankreich (SNEP)  | Gold                                                                   | 100.000  |
| Niederlande (NVPI) | Platin                                                                 | 100.000  |
| Insgesamt          | 2× Gold · 1× Platin ·                                                  | 450.000  |